# Rømersgade
Rømersgade er en gade i det indre København. Den går fra Ørstedsparken op til Gothersgade og Botanisk Have, parallelt med Nørre Farimagsgade og Nørre Voldgade og afgrænser den nordvestlige side af Israels Plads med bl.a. Torvehallerne.
Rømersgade er opkaldt efter videnskabsmanden og embedsmanden Ole Rømer (1644-1710), der bl.a. er kendt for, som den første at have målt lysets hastighed.

## Kendte bygninger
Rømersgade 1-5 med de imponerende facader i cementstuk er opført 1877-79 og tegnet af Julius Bagger for den kendte byggespekulant Hellig-Hansen. I Rømersgade 5 havde VVS-kartellet til med meldekontor, hvor VVS-virksomheder ulovligt fordelte opgaverne til aftalte priser.
Politiet overvågede også bygningen, ikke på grund af kartellet, men fordi folketingsmedlemmet Arne Melchior boede i bygningen.
I dag har Cyklistforbundets sekretariat til huse i nr. 5-7.
I nr. 9's kælder har ligget den russisk-inspirerede restaurant Izbushka.
I kælderen ligger nu den fransk-inspirerede restaurant La Petanque,
ligesom bygningen også rummer vintage butikken Decor.
Stueetagen og kælderen i nummer 11 er Hotel Jørgensen. Den 10. september 2010 skete en eksplosion på et toilet på hotellet. Området med hotellet blev afspærret af politiet indtil aftenen den 11. september. 
Som nummer 17 ligger Missionshuset Bethesda for Københavns Indre Mission, opført 1880-81 ved Ludvig Knudsen.
Nr. 22: Arbejdernes Forenings- og Forsamlingsbygning opførtes i 1878. I 1910 besøgte Lenin og Rosa Luxemburg forsamlingshuset. Der havde også partiavisen Social-Demokraten ekspeditionskontor, og Thorvald Stauning arbejdede i bygningen som kasserer for Socialdemokratisk Forbund. Huset er nu fredet og Arbejdermuseet har til huse i bygningen.
Den tilknyttede restaurant i kælderen er den fredede beværtning Café & Øl-Halle. En historisk restaurering har ført lokalerne tilbage så de nu står som i 1892, og restauranten serverer retter, der bygger på gamle traditioner.